# Victor Gauntlett
Malcolm Victor Gauntlett, né le 20 mai 1942 et mort le 31 mars 2003, est un entrepreneur du domaine de la pétrochimie et un passionné d'automobile connu pour avoir formé la plus grande entreprise de vente d'essence au détail du Royaume-Uni. Il a également relancé la marque Aston Martin.